# COSO
COSO (The Committee of Sponsoring Organizations of the Treadway Commission - Ủy ban Chống gian lận khi lập Báo cáo tài chính thuộc Hội đồng quốc gia Hoa Kỳ), được thành lập năm 1985.
COSO là một chuẩn mực của thế giới trong lĩnh vực Kiểm soát nội bộ, được ban hành lần đầu vào năm 1992 tại Hoa Kỳ; COSO đóng vai trò như một bước khởi đầu làm nền tảng cho các doanh nghiệp khi xây dựng hệ thống Kiểm soát nội bộ!